# Steganografia di stampa

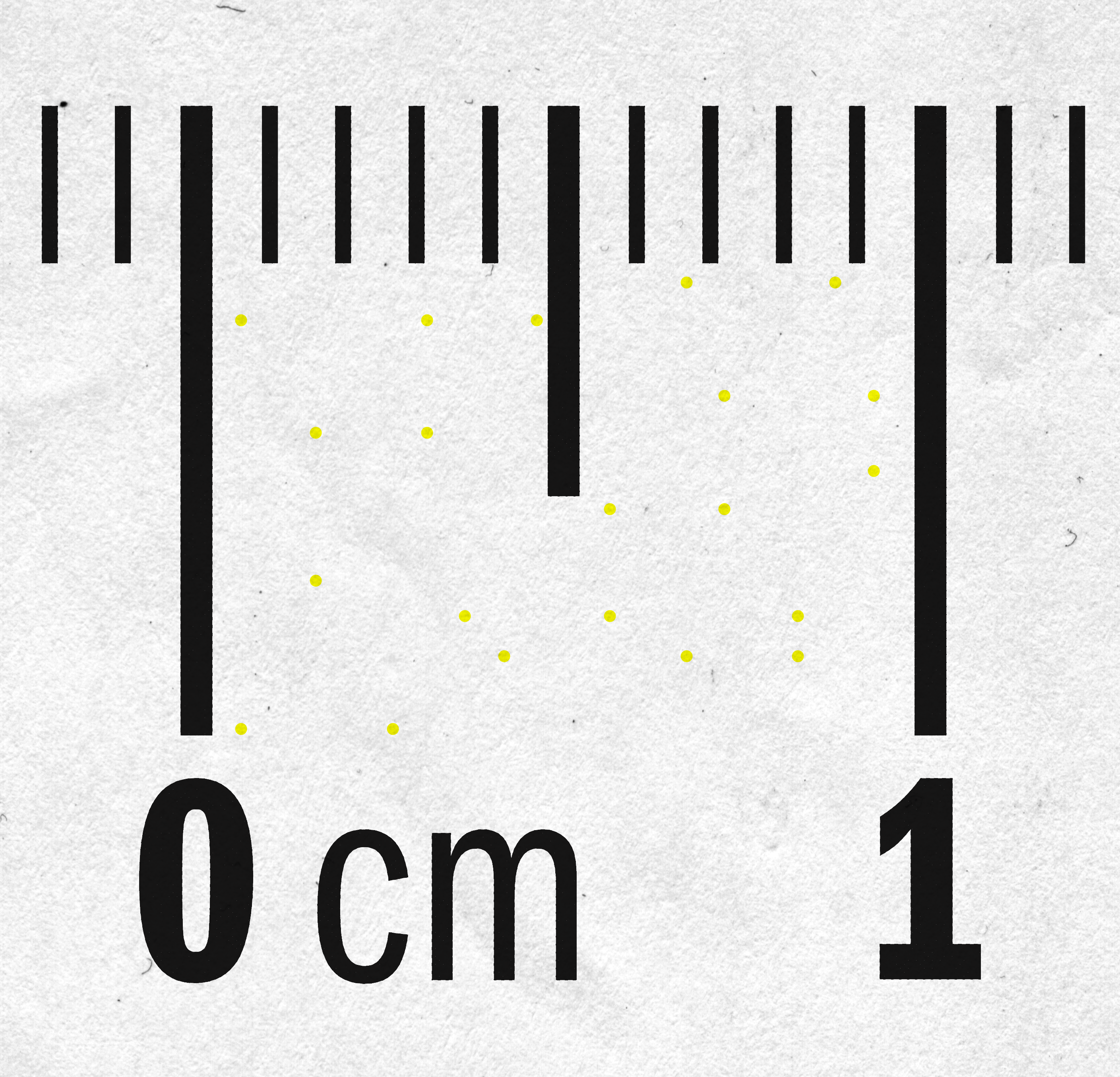
Puntini gialli su un foglio di carta stampato con una stampante laser a colori.

La steganografia di stampa è un tipo di steganografia usata nelle stampanti laser a colori di diversi produttori, tra cui Brother, Canon, Dell, Epson, HP, IBM, Konica Minolta, Kyocera, Lanier, Lexmark, Ricoh, Toshiba e Xerox, dove dei minuscoli puntini gialli sono stampati su ogni pagina. I puntini sono appena visibili e contengono informazioni come il numero di serie della stampante, la data e l'ora della stampa.
Le stampanti a colori sono quelle in cui il sistema è maggiormente applicato. La misura è stata presa durante gli anni '90 da aziende come Xerox per convincere i governi sul fatto che le loro stampanti non possano essere usate per la contraffazione. L'identificazione avviene per mezzo di una filigrana, spesso formata da puntini gialli su sfondo bianco, situata su ogni foglio stampato, e può essere usata per identificare la macchina che ha stampato il documento in un'ampia gamma di stampanti. Può essere un testo oppure un motivo composto da puntini ripetuto in tutta la pagina, visibile con una luce blu o con una lente di ingrandimento abbastanza potente, ed è stato studiato per essere molto difficile da distinguere ad occhio nudo.
L'Electronic Frontier Foundation (EFF) ha craccato nel 2005 i codici delle stampanti DocuColor della Xerox ed ha pubblicato in rete una guida per individuarli. Molti codici di stampante non sono stati decodificati, sebbene la struttura del sistema di codifica e la codifica stessa del numero di serie siano gli stessi sia per DocuColour che per Epson Aculaser C1100/C1100N/A e forse di altre stampanti laser Epson.
L'EFF ha anche pubblicato un elenco delle stampanti che producono una steganografia di stampa attraverso un codice formato da puntini gialli.